# قائمة فنادق ومنتجعات ريف دمشق
فنادق ومنتجعات ريف دمشق، قائمة تحوي أسماء الفنادق والمنتجعات في محافظة ريف دمشق.
- فندق بلودان الكبير - بلودان
- فندق فينيقيا - بلودان
- فندق الفيصل - مجمع سياحي سهل الزبداني
- فندق السياحة - الزبداني
- فندق صحارى - مجمع سياحي الزبداني
- فندق شيراتون صيدنايا - معرة صيدنايا
- فندق سفير - معلولا
- موتيلات جديدة الوادي - جديدة الوادي
- منتجع برج الفردوس - قرب قرى الاسد
- فندق ايبلا الشام - الغوطة
- فندق عقل - بلودان
- فندق برج الاء - بلودان
- منتجع مونتي روزا - طريق المصايف